# Komisja Shawa

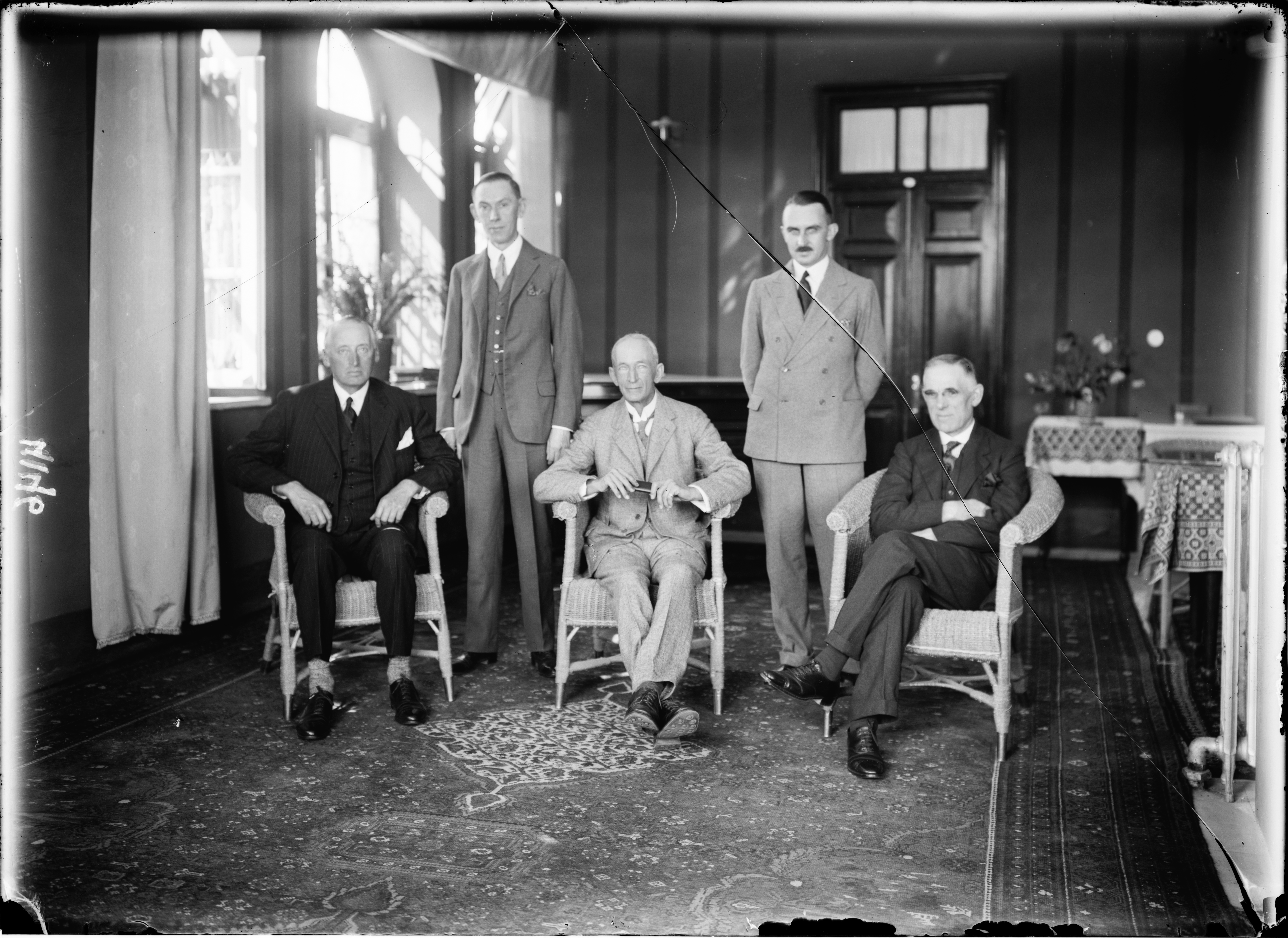
Komisja Shawa, 1929

Komisja Śledcza Shawa (ang. The Commission on the Palestine Disturbances of August 1929) prowadziła dochodzenie wyjaśniające przyczyny wybuchu i przebieg zamieszek w Palestynie w 1929. Końcowy raport Komisji został opublikowany w marcu 1930. Wskazał on na Arabów jako tych, którzy rozpoczęli zamieszki i dopuścili się pogromów. Jako przyczyny wymienił uzasadniony strach i obawy społeczności arabskiej przed rosnącą dominacją Żydów w Palestynie. Raport zalecił ograniczenie żydowskiej imigracji, zmniejszenie uprawnień ruchu syjonistycznego i utworzenie arabskiego organu ustawodawczego.

## Tło wydarzeń
W dniach 23–31 sierpnia 1929 w wielu miejscach brytyjskiego Mandatu Palestyny wybuchły zamieszki. Do najcięższych starć doszło w Jerozolimie, ale miały miejsce także pogrom w Hebronie i pogrom w Safedzie. W ciągu tygodnia gwałtownych starć zginęło 133 Żydów i 116 Arabów, a rannych zostało 198 Żydów i 232 Arabów.
W celu dokładnego zbadania przebiegu, okoliczności i przyczyn zamieszek, brytyjski Urząd Kolonialny powołał Komisję Śledczą na czele której stanął wybitny prawnik sir Walter Shaw.

## Działalność Komisji
Komisja Śledcza Shawa przybyła do Palestyny w dniu 24 października 1929. Przewodniczącym Komisji był prawnik sir Walter Shaw. W skład komisji weszło także trzech brytyjskich parlamentarzystów: sir Henry Betterton, Rhys Hopkin Morris i Harry Snell. Do 29 grudnia 1929 przesłuchano 140 świadków, z czego 20 za zamkniętymi drzwiami. Zebrano dowody oraz opinie kilkudziesięciu różnych ekspertów. Opublikowany w marcu 1930 raport końcowy został jednak oparty głównie na materiałach przedstawionych przez urzędników administracji mandatowej.
Komisja zwróciła uwagę na mocno zróżnicowane aspekty przyczyn zamieszek w Palestynie. Historyczka Noami Cohen tak podsumowała raport:

Zgłębiając przyczyny bezpośrednie raport zwrócił uwagę na takie czynniki jak na przykład spór o Mur Zachodni, napastliwe i zapalne publikacje po obu stronach, rozszerzenie aktywności Agencji Żydowskiej, niewystarczające siły porządkowe, aby utrzymać spokój. Do wzrostu anty-żydowskich nastrojów u Arabów doszło w wyniku pogłębiającej się frustracji politycznej i ekonomicznej. Zdaniem Komisji przyczyniła się do tego polityka imigracyjna i ułatwień w zakupach ziemi, która przyznawała Żydom nieuczciwe korzyści. Komisja zaleciła również, aby Brytyjczycy wzięli na siebie większą odpowiedzialność za ochronę praw i zrozumienie aspiracji Arabów. Raport Shawa był wielkim ciosem dla Syjonistów.

## Raport Komisji
Odnosząc się do wybuchu zamieszek, Raport przedstawił następujące wnioski:
- Zamieszki z dnia 23 sierpnia 1929 w Jerozolimie rozpoczęły się od arabskiej napaści na Żydów. Usprawiedliwieniem dla napastników były wcześniejsze zabójstwa Arabów przez Żydów.
- Wybuch zamieszek nie został wcześniej zaplanowany.
- Zamieszki w przeważającej większości przybrały formę bezpośrednich napaści na Żydów, połączonych z bezmyślną destrukcją mienia żydowskiego. W Hebronie doszło do ograniczonego pogromu ludności żydowskiej. W kilku przypadkach doszło do żydowskich ataków na Arabów i niszczenia arabskiej własności. Ataki te, choć niewybaczalne, w większości przypadków były odwetem za wyrządzone wcześniej krzywdy przez Arabów.
- Zajścia nie były wymierzone przeciwko brytyjskiej władzy w Palestynie.
- Wielki mufti Jerozolimy uczestniczył w budowaniu opinii społecznej i mobilizowania arabskiej obrony muzułmańskich miejsc świętych, rzekomo zagrożonych przez Żydów. Mufti mobilizował społeczność arabską w kwestii sporu wokół Muru Zachodniego, nie zamierzał jednak wykorzystywać tej religijnej kampanii jako środka do wywołania niepokojów społecznych. Okoliczności sprawiły, że jego działalność miała duże znaczenie w wydarzeniach, które doprowadziły do wybuchu zamieszek. Dlatego mufti, tak jak wielu innych, musi uznać swoją odpowiedzialność za zajścia.
- Nie ma dowodów, aby mufti wezwał palestyńskich muzułmanów do przybycia do Jerozolimy w dniu 23 sierpnia. Nie można powiązać muftiego z działalnością osób agitujących do eskalacji przemocy.
- Po wybuchu zamieszek, mufti współpracował z władzami w celu przywrócenia porządku i uniemożliwienia dalszego rozszerzania się zajść.
- Brytyjski rząd nie ponosi winy za brak wystarczających sił zbrojnych.
- Poziom żydowskiej imigracji i działalność żydowskich przedsiębiorstw nie przekroczyły zdolności absorpcyjnych kraju, i nie naraziły społeczności arabskiej w Palestynie na straty materialne. Jednak roszczenia i żądania strony syjonistycznej mogły wzbudzić wśród Arabów uzasadnione obawy, że zostaną z czasem pozbawieni środków do życia i znajdą się pod polityczną dominacją Żydów.
- Istnieje niepodważalny dowód, że władze żydowskie odstąpiły od zasady przyjętej w 1922 przez Organizację Syjonistyczną, że imigracja powinna być regulowana przez zdolności ekonomiczne Palestyny w przyjmowaniu nowych imigrantów.
- W latach 1921–1929 doszło do sprzedaży dużej ilości gruntów, z których wysiedlono Arabów bez zapewnienia im nowych gruntów do uprawy. Dla osób w ten sposób wykluczonych nie było żadnej alternatywy. W konsekwencji powstała klasa bezrolnych i niezadowolonych osób. Stanowi ona potencjalne zagrożenie dla bezpieczeństwa kraju.
- Podstawową przyczyną wybuchu lokalnych zamieszek było uczucie wśród Arabów niechęci i wrogości wobec Żydów, co było skutkiem rozczarowania niespełnieniem przez brytyjskie władze ich aspiracji politycznych i narodowych, oraz obawy co do przyszłości ich pozycji gospodarczej. Obawy były wzmocnione strachem przed rosnącą imigracją żydowską, zakupami gruntów przez organizacje syjonistyczne i rosnącą dominacją polityczną Żydów[3].

Komisja zaleciła rządowi ponowne rozpatrzenie swojej polityki względem żydowskiej imigracji i sprzedaży gruntów Żydom w Palestynie.
Odrębne dochodzenie wykazało, że zakupy gruntów dokonywane przez żydowskie instytucje były legalne i przebiegały zgodnie z prawem. Zdecydowana większość sprzedanych gruntów była najniższej klasy rolnej lub były to tereny całkowicie jałowe. Jednak rozwój żydowskich osiedli i stosowanie zaawansowanych technik rolniczych powodował, że tereny te były przywracane do działalności gospodarczej. Arabowie spostrzegali tę działalność jako potencjalnie szkodliwą, gdyż nie potrafili sprostać konkurencji.

## Konsekwencje
Bezpośrednią konsekwencją raportu komisji Shawa było powołanie w 1930 Komisji Śledczej, na czele której stanął sir John Hope Simpson. Opublikowany 1 października 1930 Raport Komisji Simpsona zbiegł się w czasie z ogłoszeniem białej księgi Passfielda, która ograniczyła wielkość żydowskiej imigracji oraz nałożyła ograniczenia na sprzedaż ziemi Żydom.